# Cornelis Munter (1652-1708)

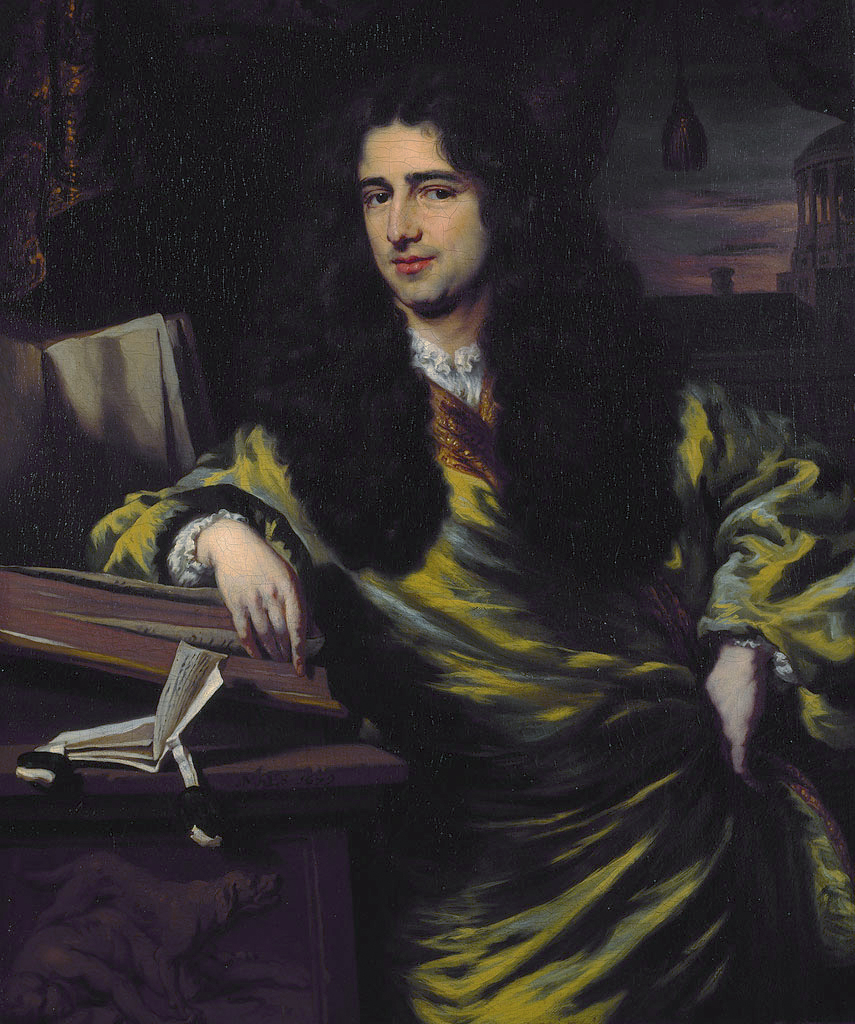
Cornelis Munter (1652-1708) (Nicolaes Maes, 1679)

Cornelis Munter (gedoopt Amsterdam, 3 november 1652 – begraven Amsterdam Westerkerk, 13 november 1708) was een advocaat, burgemeester van Amsterdam (1706) en raad in de Admiraliteit van Amsterdam (1708). Van 1698 tot 1708 was Munter bewindhebber van de West-Indische Compagnie en directeur van de Sociëteit van Suriname.

## Biografie
Hij was de jongste zoon van Joan Munter en Margaretha Geelvinck en de kleinzoon van Jan Cornelisz. Geelvinck en Jan Jansz. Munter (Harlingen, 1570 – Amsterdam, 1617), een koopman op Venetië en reder.
Op 22-jarige leeftijd promoveerde Cornelis tot doctor in de rechten aan de Universiteit van Leiden. Cornelis Munter begon zijn carrière in 1676 als secretaris op het stadhuis en kapitein in de schutterij. In 1679 trouwde hij Maria Piso, de dochter van Willem Piso, botanicus en lijfarts van Johan Maurits van Nassau in Nederlands Brazilië. Het echtpaar kreeg zeven kinderen, allen gedoopt in de Westerkerk. Munter bewoonde Huis Bartolotti tussen 1692 tot 1698 en verhuisde vervolgens naar Keizersgracht 313-315 (met een pakhuis/koetshuis daarnaast).
Munter liet zich in zijn Japanse kamerjas schilderen door Nicolaes Maes met het stadhuis op de achtergrond. In 1692 werd hij schepen, in 1701 lid van vroedschap en in 1704 afgevaardigde naar Den Haag. Pas in 1706 werd hij burgemeester van Amsterdam. Het jaar daarop werd hij commissaris bij de Hortus Botanicus Amsterdam.
Tussen 1702 en 1716 waren tien van de 21 burgemeesters verwanten van Joan Corver, zijn zwager en toentertijd de machtigste burgemeester. Munter kreeg een belangrijke taak in de onderhandelingen over Johan Willem Friso van Nassau-Dietz, na de dood van stadhouder Willem III. Cornelis Munter werd door zijn collega's uitgerangeerd in de Admiraliteit en stierf in 1708. Zijn weduwe verkocht het landgoed Waterland bij Velsen, waar Holland op zijn smalst was. 

## Kind
- Willem Munter (1682-1759), trouwde in 1712 Catharina Pels, dochter van Andries Pels (1655-1731); tien keer burgemeester tussen 1726-1746; directeur fa Pels. Hij trouwde in 1739 met de weduwe Catharina Cornelia Backer; gaf kort na 1740 drie halve postmeesterschappen, die jaarlijks 5.000 à 6.000 gulden opleverden aan drie kleinzoontjes, 2 van 4 en 1 van 1 jaar! Eigenaar Hilverbeek in 's-Gravenland.